# بوئینگ بی-۵۴
بوئینگ بی-۵۴ (به انگلیسی: Boeing B-54) یک هواپیمای ساختِ بوئینگ در کشور ایالات متحده آمریکا است. نخستین استفاده‌کنندهٔ این هواپیما نیروی هوایی ایالات متحده آمریکا بوده‌است.